# Мару (Мулґі)
Ма́ру (ест. Maru küla) — село в Естонії, у волості Мулґі повіту Вільяндімаа.

## Населення
На 31 грудня 2011 року в селі не було постійних мешканців.

## Історія
З 11 липня 1991 до 24 жовтня 2017 року село входило до складу волості Галлісте.